# Inverleigh
Inverleigh is een plaats in de Australische deelstaat Victoria en telt 1253 inwoners (2006).